# James Blake (musicien)
Pour les articles homonymes, voir James Blake et Blake.
James Blake, né le 26 septembre 1988 à Londres, est un auteur-compositeur-interprète, multi-instrumentiste et producteur britannique.
Au cours de sa carrière, il a contribué au travail de production d'artistes tels que Kendrick Lamar, Beyoncé, Jay-Z, Rosalía, Frank Ocean ou Travis Scott.
Il a remporté un Mercury Prize après deux nominations, un Grammy Award après sept nominations, et a été nommé à trois reprises aux Brit Awards.

## Biographie

### Jeunesse
James Blake est le fils unique du guitariste James Litherland, le morceau The Wilhelm Scream est d'ailleurs une reprise de celui-ci, et d'une graphiste.
Enfant il s'adonne au piano classique et étudie les partitions d'Art Tatum, D'Angelo, Stevie Wonder et de Jimi Hendrix qu'il admire,. Mais la révélation vient en 2007 lors d'une soirée au Plastic People à Shoreditch où James Blake, encore adolescent, entend pour la première fois du dubstep "je suis arrivé à la musique électronique grâce au dubstep [...] je voulais imiter ce que j'entendais et le seul moyen de le faire, c'était de se procurer Logic et un ordinateur et de commencer à faire des beats [...] et ensuite j'ai commencé à utiliser ma voix et à incorporer des petits bouts de samples où je chantais".
Il choisira son nom d'artiste en référence au peintre britannique William Blake.

### Débuts (2009-2010)
En septembre 2009, James Blake commence sa dernière année d'études musicales à Goldsmiths University of London. Il enregistre Air & Lack Thereof en juillet 2009, dans sa chambre. L'Extended play (EP) retient l'attention du très influent DJ Gilles Peterson sur BBC Radio 1, qui le convie à faire un mix spécial dans son émission, dont un enregistrement avec le duo Mount Kimbie.
En 2010 sort l'EP intitulé CMYK puis le morceau Limit to Your Love en novembre qui se classe 39e en Angleterre.

### Vie personnelle
James Blake a été en couple avec Theresa Wayman, la chanteuse du groupe américain Warpaint. Depuis 2014, il est en couple avec l'actrice Jameela Jamil.
Blake habitait à Camberwell, un quartier de Londres mais depuis 2014 il vit à Los Angeles.

## Carrière

### James Blake(2011)

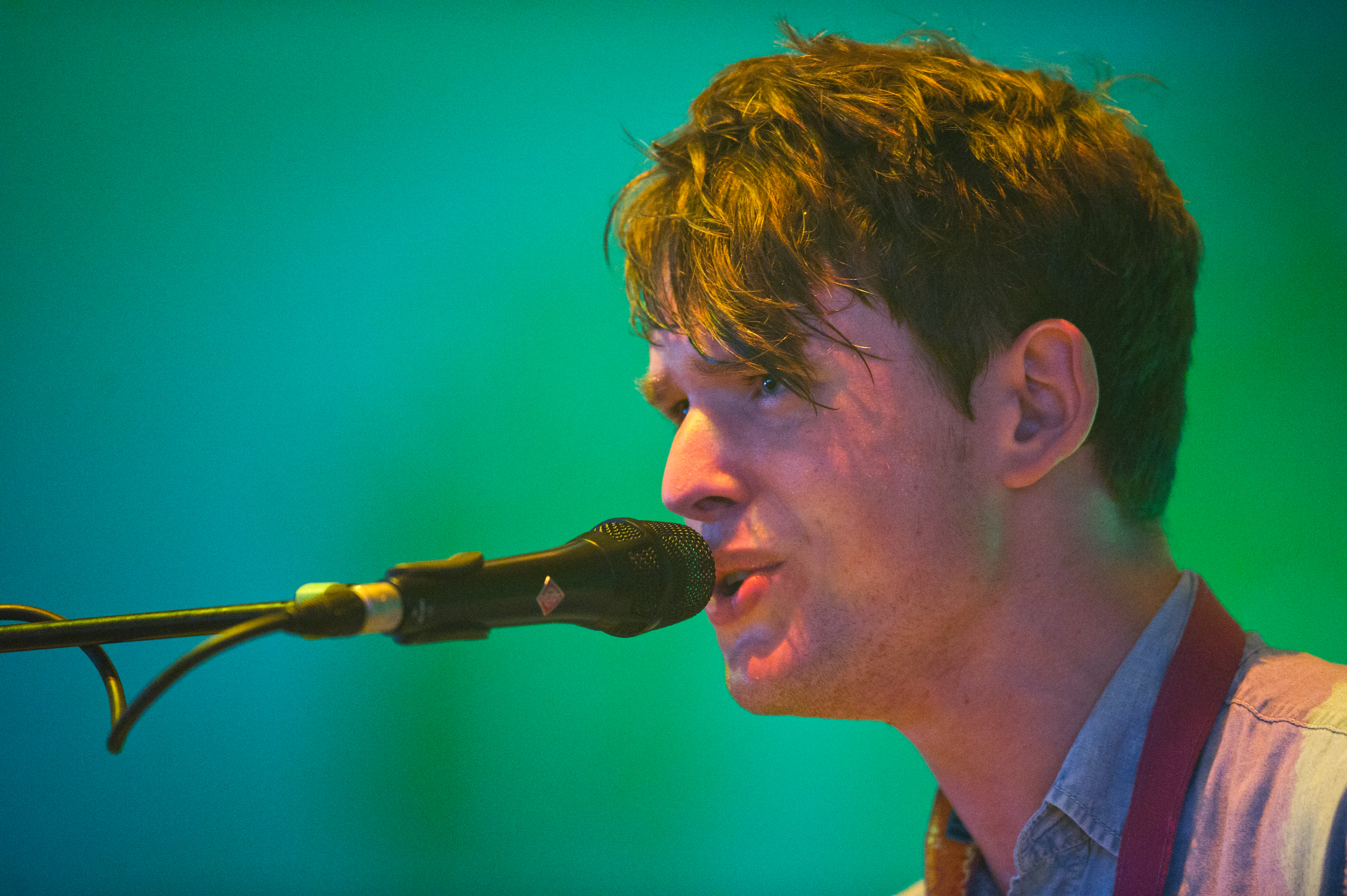
Blake en concert au Roskilde Festival en 2011.

Son premier album éponyme est sorti le 7 février 2011 au Royaume-Uni. Un « premier album langoureux et timide, chantant une soul certes glaçante, mais aussi musicalement brillante ». « Blake prend un malin plaisir à découper et re-séquencer les sons et  à trafiquer sa voix à loisir pour un résultat déconcertant, futuriste et souvent envoûtant. Son travail d’orfèvre s’attache essentiellement aux textures. Et s’articule autour du silence, élément capital ».
Le 19 juillet 2011, il est  nommé au Mercury Music Prize 2011 pour son premier album éponyme  et l'année suivante au BRIT Awards dans la catégorie meilleur artiste masculin.
Le 7 octobre 2011 apparait un EP Enough Thunder composé de six titres, dont une collaboration avec Bon Iver (Fall Creek Boys Choir) et d'une reprise très soul du titre de Joni Mitchell, A Case Of You. L'album James Blake et cet EP seront par la suite fusionnés pour une réédition de l'album.

### Overgrown(2012 – 2013)

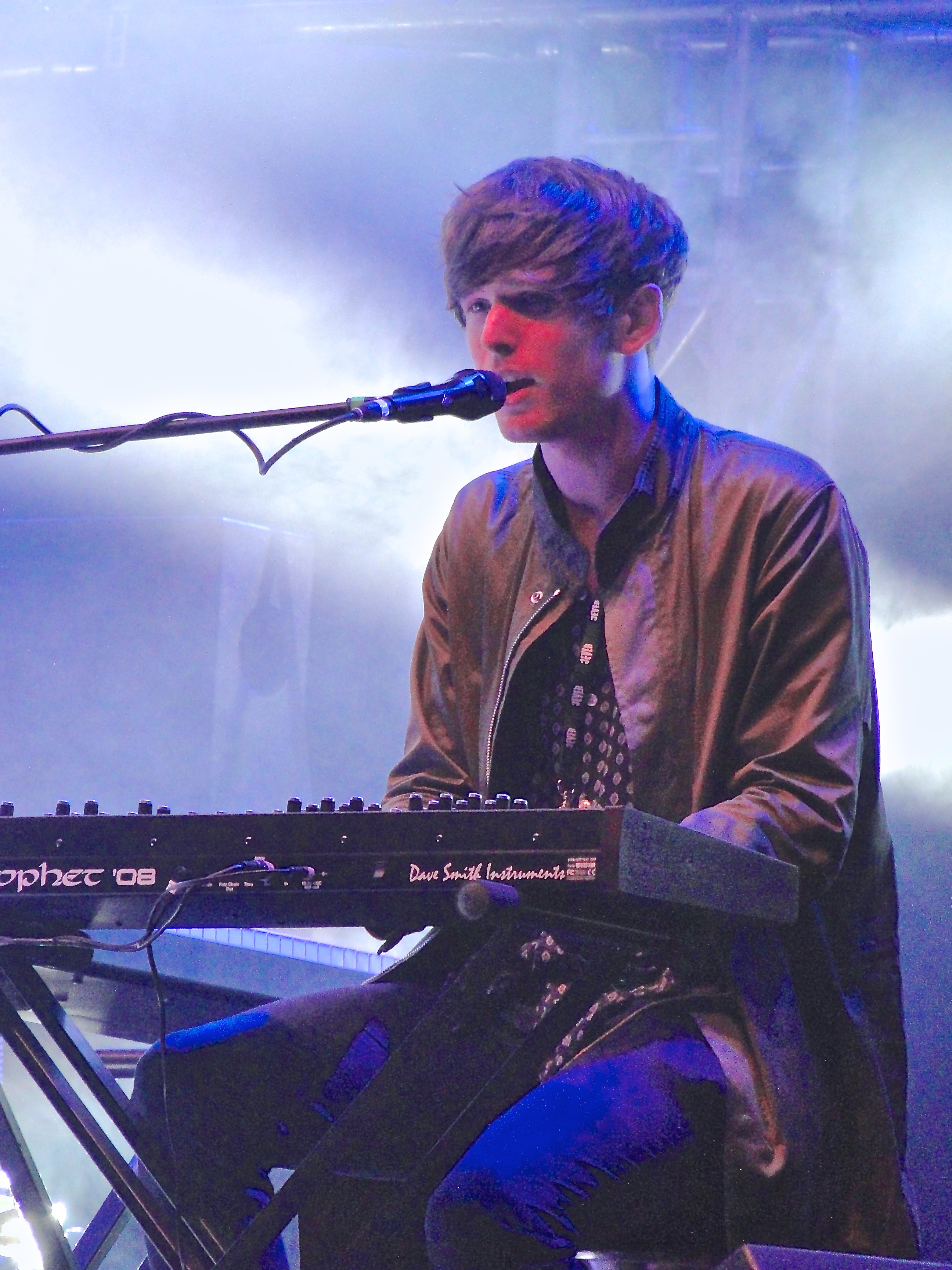
Blake en concert au Dockville Festival en 2012.

Son deuxième album, Overgrown, sort en avril 2013 et « prend son envol pour aller se poser sur la pile des grands disques de l'année ». James Blake collabore avec Brian Eno (sur le morceau Digital Lion) et RZA (Take A Fall For Me) pour ce nouvel opus. Le 30 octobre 2013, après avoir été nommé pour la seconde fois consécutive, il reçoit cette fois-ci le prestigieux Mercury Music Prize britannique pour ce second album. En 2014 il sera également nommé pour le Grammy Award du meilleur nouvel artiste et sera une nouvelle fois nommé au BRIT Awards dans la catégorie meilleur artiste masculin.
A l’automne 2013 paraît un remix de Life Round Here en collaboration avec le rappeur Chance The Rapper.
Il diffuse en exclusivité le titre 200 Press lors de son émission sur BBC Radio 1, avant de partage sur internet l'EP complet comportant quatre titres en décembre 2014.

### The Colour In Anything(2014 – 2017)
En décembre 2014, un troisième album studio intitulé Radio Silence est annoncé pour 2015,  avec la participation de Kanye West, du groupe Bon Iver et du guitariste Connan Mockasin. Finalement l'album devrait paraître en 2016 et figure parmi les albums les plus attendus de l'année,,.
Durant l'été il effectue plusieurs concerts dans le cadre de festivals à travers l’Europe et l'Amérique du Nord. Il reprend également ses activités de DJ résident au sein de la station de radio BBC Radio 1 pour deux heures de mix mensuel. En octobre 2015 Blake diffuse une reprise de The Sound of Silence de Simon et Garfunkel en duo avec Justin Vernon durant son émission, qui sera acclamée par la presse ,, puis en février 2016 Modern Soul.
En avril il dévoile, toujours sur Radio 1, que Radio Slience est terminé et qu'il contient 18 titres, dont un morceau qui durerait 24 minutes, sans toutefois annoncer de date de sortie pour l'album.
Le 5 mai, James Blake annonce de façon inattendue que son album, renommé The Colour in Anything, serait disponible le 6 mai à minuit. L'album comporte en fait 17 pistes, dont un featuring avec Bon Iver sur le titre I Need a Forest Fire. Le morceau avec Kanye West est finalement supprimé de l’album et on retrouve une collaboration avec Frank Ocean (Always et Waves Know Shores).
« Sur The Colour in Anything [...], il ne réinvente pas sa formule mais étend largement sa palette de spleen et de sentiments. Exilé à Malibu dans le studio du légendaire Rick Rubin, le Londonien a profité des échanges incessants avec Frank Ocean [...] qui cosigne le très beau Waves Know Shores, dont l'épure et les cuivres distants semblent tombés d'un enregistrement magique de Monteverdi ».
En juillet 2016, James Blake signe la bande-son de la création mondiale du chorégraphe Williams Forsythe pour le Ballet de l'Opéra de Paris intitulée Blake Works I ,. Il s'agit de sept chansons de son troisième album The Colour in Anything.

### Assume Formet EP (2018 – 2020)
James Blake publie le 24 décembre 2017, une reprise du titre intitulé Vincent de Don Mc Lean.
En janvier 2018, sort un titre intitulé If the Car Beside You Moves Ahead produit aux côtés de Dominic Maker, membre du duo Mount Kimbie après avoir été présentée en exclusivité lors de son émission sur BBC Radio 1.
Le 18 janvier 2019 sort, sans annonce préalable, son quatrième album studio intitulé Assume Form.
Originellement, l'album devait sortir le 25 janvier, mais une erreur émanant du site français d'Amazon a précipité la sortie de l'opus. En effet, le site a fait apparaître, le 3 janvier, l'album du chanteur en précommande. Cette erreur a alimenté de nombreuses spéculations jusqu'à la sortie de l'album le 18 janvier suivant .
ll s'agit de l'album le plus collaboratif de Blake puisqu’il compte parmi ses invités: Rosalia, André 3000, Moses Sumney, Travis Scott ou encore Metro Boomin et Dominic Maker à la production.
Assume Form est nommé aux Grammy Awards 2020 dans la catégorie "Meilleur album de musique alternative".
Une série de concerts, où Blake se produit en solo accompagné de son seul piano, est annoncée pour décembre 2020 à Los Angeles et New-York qui sera annulée à cause de la crise sanitaire liée au COVID-19.
Un EP de quatre titres intitulé Before sort en octobre, avec lequel il « replonge dans son amour pour la culture club, apportant avec lui tout ce qu'il a appris en cours de route ». Blake décrit lui-même cet EP comme un hommage à la culture des clubs londoniens qui ont largement contribué à son éducation musicale. Before est nommé dans la catégorie "Meilleur enregistrement Dance Electro" aux Grammy Awards 2022.
La même année paraît un EP de six reprises intitulé Covers enregistré durant le confinement.

### Friends That Break Your Heart(2021-2022)
Le 8 octobre 2021 paraît son cinquième album studio nommé Friends That Break Your Heart. Pour cet opus, Blake collabore avec slowthai, SZA, JID et SwaVay.
L'album devait initialement sortir le 3 septembre 2021, mais l'artiste repousse finalement la sortie de l'album au 8 octobre en raison des difficultés de production rencontrées par les fabricants de vinyle, en raison de la pandémie de COVID-19.
Pour la revue Les Inrockuptibles, cet album est plus électronique et avant-gardiste que ces précédents opus et renoue avec les racines de son premier album James Blake, « Là où Assume Form faisait la part belle aux formats pop et aux évidences mélodiques du génie londonien, ce nouvel album cultive une sorte d’étrangeté, un je-ne-sais-quoi désaccordé ou dissonant »".
L'artiste explique avoir voulu pour cet album « employer des mots simples, directs, ne plus vouloir se cacher derrière des tours de phrases et des mots alambiqués et construire des chansons aux dispositifs moins complexes et sophistiqués ».
Pour Libération, « A première écoute, Friends That Break Your Heart n’est pas un chef-d’œuvre immédiat comme Assume Forme". "[C']est un disque étonnant pour qui a raté quelques épisodes dans la trajectoire du Londonien, un disque de chansons très simples, avec des couplets réguliers, des refrains ronds, des formes connues voire archaïques [...], un disque qui ne révolutionne pas la pop mais s’alanguit dans son histoire, ne cherchant pas à tout prix à être original ni à montrer tout ce qu’il sait faire ».
Blake fait paraître en mars 2022 une composition d’une heure de musique ambiant intitulée Wind Down en collaboration avec l’application Endel.

### Playing Robots Into Heaven (2023)
Blake figure parmi les artistes invités par le producteur Metro Boomin à composer la bande originale du film d'animation Spider-Man: Across the Spider-Verse, sorti en juin 2023.
Durant l'été, il annonce la sortie d'un nouvel album studio intitulé Playing Robots Into Heaven qui parait le 8 septembre 2023. C'est à cette période que sont dévoilés deux titres, Big Hammer puis Loading,.
Sur ce sixième album ne figure aucune collaboration. La majorité des titres de cet opus sont instrumentaux. Blake dit que "L'album tout entier est l'arc d'une rave, ou peut-être l'arc d'une sorte d'expérience stupéfiante qui comprend une montée et un redescente".
Blake a créé ses compositions notamment en travaillant avec des synthétiseurs modulaires. Il s'est entouré à la production de Dominic Maker avec qui il a déjà travaillé dans le passé, mais également de Rob McAndrews (Airhead), ami d'enfance de Blake et musicien sur ses tournées, avec qui il avait collaboré sur ses tous premiers EP.
L'album est nommé aux Grammys Awards 2023 dans la catégorie Meilleur album de dance/ musique électronique et le morceau Loading dans la catégorie  Meilleur Enregistrement dance/électronique.

### Bad Cameo et EP (2024)
En mars 2024, James Blake dénonce le manque de rémunération des musiciens dans le système économique actuel. Il ajoute "J’ai eu beaucoup de chance d’entrer dans l’industrie avant que le streaming ne prenne le dessus et avant que tous ces accords louches ne soient conclus dans notre dos". "Si les gens veulent de la musique de qualité, quelqu’un doit financer cela. Les services de streaming ne paient pas correctement, les labels veulent une part plus importante que jamais et attendent que vous deveniez viral, TikTok ne paie pas correctement et les tournées deviennent prohibitives pour la plupart des artistes."
À la suite de cette prise de position, il annonce quitter son label Universal Music et devenir un artiste indépendant. Il crée son propre label indépendant nommé CMYK et une plateforme de streaming nommée Vault.
James Blake sort en juin un morceau intitulé Thrown Around puis un nouvel EP intitulé CMYK 002.

## Producteur et collaborations
James Blake a collaboré à la production de nombreux albums. Il est devenu un producteur majeur de la scène musicale actuelle,,,.
James Blake collabore avec Beyoncé sur son album Lemonade sortit en avril 2016 avec les morceaux Pray you catch me (producteur) et Forward (producteur et interprète).
Il participe en qualité de musicien et producteur à l’album Endless et Blonde de Frank Ocean parus en 2016.
En 2017, il produit deux titres de l'album 4:44 de Jay-Z et signe un duo sur le morceaux intitulé MaNyfaCedGoog. Cette même année il apparaît également sur l'album de Love What Survives de Mount Kimbie.
Blake co-produit le titre ELEMENT. issu de l'album DAMN de Kendrick Lamar et assure la première partie des dates européennes de son THE DAMN.TOUR.
Il co-signe la bande originale du film Black Panther sortie en 2018 (King’s Dead et Bloody Waters) aux côtés, entre autres, de Kendrick Lamar et Future. Il remporte en 2019 pour le titre King’s Dead le Grammy Award de la Meilleure Performance Rap.
Il participe à la production du morceau Look Ma No Hands de André 3000 membre du duo OutKast paru en 2018.
L'artiste figure à la production de l’album We're All Alone In This Together du rappeur Dave et en duo sur le morceau Both Sides Of A Smile.
Il collabore avec Rosalía pour son album Motomami (Diablo et Como Un G) paru en mars 2022.
Blake collabore à la production de l’album Endless Summer Vacation de Miley Cyrus sorti en mars 2023.
Il collabore une seconde fois avec le rappeur Travis Scott pour son album Utopia sorti en 2023. Il participe à la production de certains morceaux de l'opus et figure en duo sur le titre Lost Forever.
Blake figure sur le premier album de Normani, Dopamine sorti en juin 2024.
Plus largement, Blake a collaboré avec des artistes tels que Drake, Vince Staples, Kehlani, slowthai, Starrah ou encore Labrinth (pour la bande son de la deuxième saison de la série Euphoria).

## Activités annexes (radio et DJ set)
Blake anime entre 2011 et 2019 une émission de radio mensuelle appelée Residency sur BBC Radio 1, l'une des radios les plus importantes d'Angleterre.
En 2012, Blake et ses amis (dont Dan Foat, Nick Sigsworth et ses musiciens en tournée Rob "Airhead" McAndrews et Ben Assiter) ont effectué une residency au club Plastic People (club londonien) en tant que collectif dénommé 1-800 Dinosaur.
Toujours avec ce même collectif, en 2016 sort un album intitulé 1-800 DINOSAUR Presents Trim en collaboration avec le rappeur britannique Trim.
À partir de 2022, Blake effectue des DJ sets nommés CMYK en référence à son EP éponyme sorti en 2010. Il s'entoure de différents artistes comme par exemple Erick The Architect, Airhead ou Mr Assister.

## Style
James Blake fait partie de la génération dite des bedroom producer. Il a enregistré l'intégralité de ses deux premiers albums (James Blake et Overgrown) chez lui, dans son appartement londonien. Il a composé, arrangé, écrit et produit tous ses morceaux,.
Il est baryton. Il utilise également beaucoup le falsetto lorsqu'il chante.
Sa technique de composition pour ses premiers opus est basée sur la soustraction d’éléments, il part de compositions denses puis retire petit à petit des éléments pour ne garder que peu de notes. Brian Eno décrira le travail de James Blake en ces termes: « Il travaille principalement par soustraction, il prend beaucoup de trucs et finit avec des morceaux très squelettiques ».
Blake produit « des titres chantés sur des productions électroniques, minimales, précises, contrastées, jouant sur les reliefs, les textures sonores, et les effets multiples, en particulier sur la voix »
Depuis son troisième album The Colour in Anything, Blake collabore avec d'autres artistes pour la production et la composition de ses morceaux. Sa première collaboration en matière de production s’est faite avec Rick Rubin,. On peut notamment citer Dominic Maker comme collaborateur récurrent.
Interrogé en 2021 au sujet de son processus de production James Blake explique : « Je n’étais pas très sociable. Maintenant je suis sélectivement sociable. L’idée de collaborer était effrayante. Ça signifiait une perte de contrôle. Les autres m'apportent des idées que je n'aurais pas eues moi-même : une pléthore de sons, de voix, de textures, d'idées différentes. Composer des chansons implique des dispositifs et des façons de regarder le monde à travers différents milieux, cultures… ».

## Discographie

### Albums studio
- 2011 : James Blake
- 2013 : Overgrown
- 2016 : The Colour In Anything
- 2019 : Assume Form
- 2021 : Friends That Break Your Heart
- 2023 : Playing Robots into Heaven

### Singles
- 2009 : Air & Lack Thereof
- 2010 : Limit To Your Love
- 2011 : The Wilhelm Scream
- 2011 : Lindisfarne / Unluck
- 2011 : Order / Pan
- 2011 : Fall Creek Boys Choir (with Bon Iver)
- 2011 : A Case Of You
- 2013 : Retrograde
- 2013 : Overgrown
- 2013 : Life Round Here [Remix] (featuring Chance The Rapper)
- 2016 : Modern Soul
- 2016 : Timeless
- 2016 : Radio Silence
- 2016 : My Willing Heart
- 2016 : I Need A Forest Fire (featuring Bon Iver)
- 2016 : Timeless [Remix] (featuring Vince Staples)
- 2017 : Vincent
- 2018 : King's Dead (with Jay Rock, Kendrick Lamar & Future)
- 2018 : If The Car Beside You Moves Ahead
- 2018 : Don't Miss It
- 2019 : Mile High (featuring Travis Scott & Metro Boomin)
- 2019 : Lullaby For My Insomniac
- 2019 : Barefoot In The Park (featuring Rosalía)
- 2019 : Mulholland
- 2020 : You're Too Precious
- 2020 : Are You Even Real?
- 2020 : Godspeed (reprise de Frank Ocean)
- 2020 : Before
- 2020 : The First Time Ever I Saw Your Face (reprise de Roberta Flack)
- 2021 : Say What You Will
- 2021 : Life Is Not The Same
- 2021 : Famous Last Words
- 2021 : Coming Back (featuring SZA)
- 2022 : (Pick Me Up) Euphoria (featuring Labrinth)

## Tournées mondiales
- 2011 : James Blake Tour
- 2013 : Overgrown Tour
- 2015 : Summer Tour
- 2019 : Assume Form Tour
- 2021 – 2022 : Friends That Break Your Heart Tour

### Articles
- (en) « Radio 1 programmes - Gilles Peterson, James Blake, live en studio », BBC, 19 mai 2010.
- (en) « Ministry of Sound Biography - The IMO Records Blog », Imorecords.co.uk, 3 novembre 2011.
- (en) Tom Lamont, « James Blake: 'I thrive on not knowing what's coming next' », The Guardian,‎ 7 avril 2013, p. 26 (lire en ligne)
- Sophian Fanen, « Toute la lumière sur James Blake », Libération,‎ 3 juillet 2013, p. 26 (lire en ligne).